# Friedrich von Unger
Pour les articles homonymes, voir Unger.
Friedrich von Unger (12 octobre 1885 à Berlin – 22 juin 1972 à Celle) est un Generalmajor allemand qui a servi au sein de la Wehrmacht pendant la Seconde Guerre mondiale.

## Biographie

### Origine
Friedrich von Unger (de) est le fils aîné de Wolfgang von Unger (1855-1927), général de cavalerie prussien, et de son épouse Alexandra, née Edle von Grün (1855-1933)

### Carrière militaire
Unger étudie au lycée de Karlsruhe et rejoint le 2 août 1904 le 4e régiment de grenadiers de la Garde de l'armée prussienne en tant que porte-drapeau, où il obtient le brevet de lieutenant un an plus tard. À partir de 1911, Unger étudie à l'académie de guerre de Berlin.

## Promotions
| Fahnenjunker   | 2 août 1904     |
| Leutnant       | 20 octobre 1905 |
| Oberleutnant   |                 |
| Hauptmann      |                 |
| Major          |                 |
| Oberstleutnant |                 |
| Oberst         |                 |
| Generalmajor   |                 |